# Измерительный трансформатор
Измери́тельный трансформа́тор — электрический трансформатор, предназначенный для понижения до допустимых значений (например, в системах релейной защиты сетей) напряжения, тока или фазы электрического сигнала переменного тока промышленной частоты (50 или 60 Гц) в контролируемой цепи, для подключения измерительных устройств
Применяется в тех случаях, когда непосредственное подключение измерительного прибора неудобно или невозможно, например, при измерении очень больших токов или напряжений. Также применяется для обеспечения гальванической изоляции первичной цепи от измерительной или контролирующей цепи.
Измерительный трансформатор рассчитывается таким образом, чтобы оказывать минимальное влияние на измеряемую (первичную) цепь и минимизировать искажения формы сигнала и фазы измеряемого сигнала первичной цепи, пропорционально отображаемого во вторичную измерительную цепь.

## Классификация
- По виду измеряемого значения:
  - трансформаторы напряжения;
  - трансформаторы тока (переменного);
  - трансформаторы постоянного тока.

- По набору различных коэффициентов трансформации:
  - однодиапазонные;
  - многодиапазонные.

- По способу установки:
  - внутренней установки;
  - наружной установки;
  - встроенные;
  - накладные;
  - переносные.

- По материалу диэлектрика:
  - масляные;
  - газонаполненные;
  - сухие.

## Трансформаторы напряжения

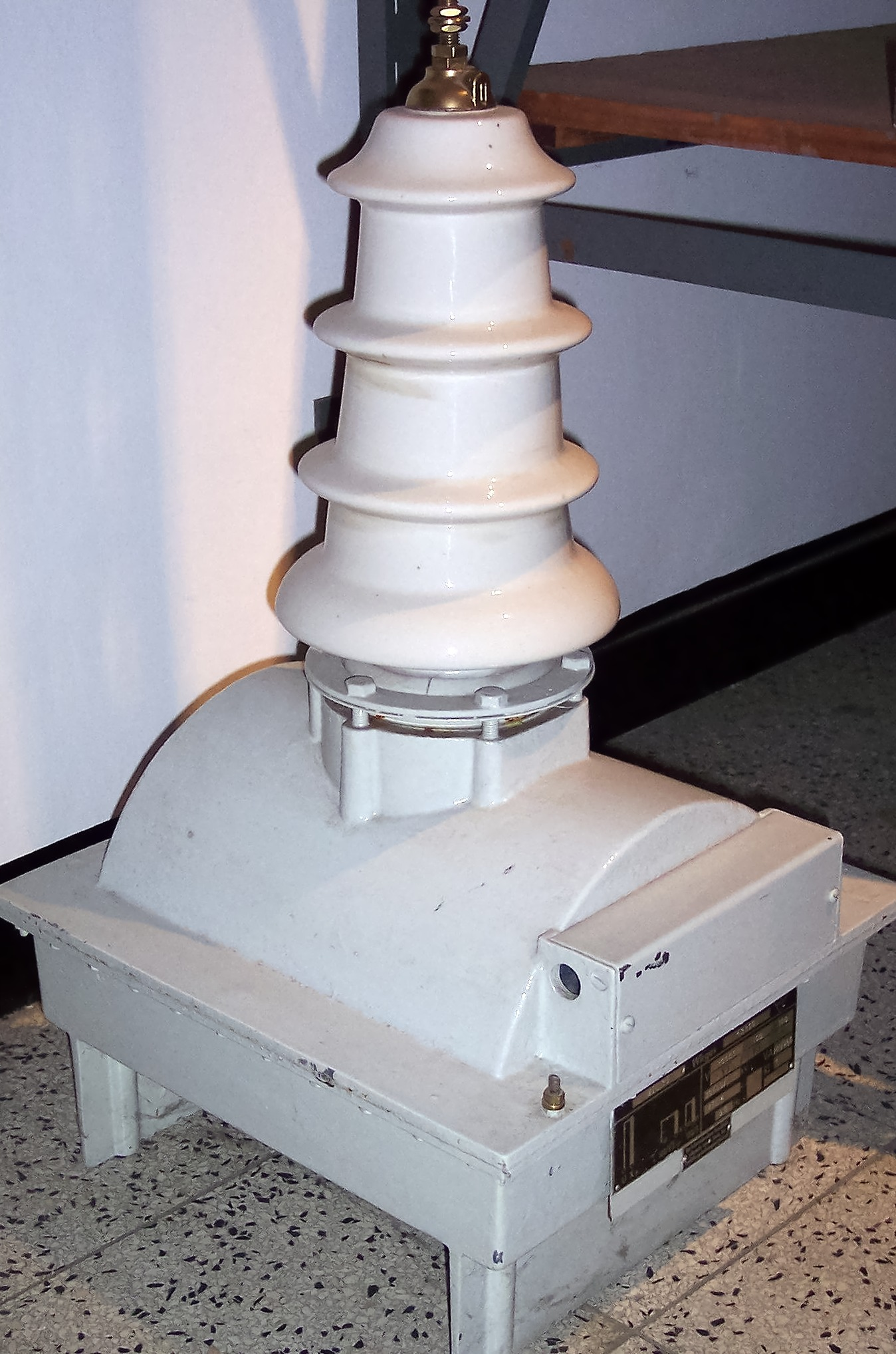
Высоковольтный трансформатор напряжения 30 кВ / 100 В, 50 Гц, тип UTE 30

Основная статья — Трансформатор напряжения
Трансформаторы напряжения бывают следующих видов:
- заземляемый трансформатор напряжения — однофазный трансформатор напряжения, один конец первичной обмотки которого должен быть заземлен, или трехфазный трансформатор напряжения, нейтраль первичной обмотки которого должна быть заземлена;
- незаземляемый трансформатор напряжения — трансформатор напряжения, у которого все части первичной обмотки, включая зажимы, изолированы от земли до уровня, соответствующего классу напряжения;
- каскадный трансформатор напряжения — трансформатор напряжения, первичная обмотка которого разделена на несколько последовательно соединенных секций, передача мощности от которых к вторичным обмоткам осуществляется при помощи связующих и выравнивающих обмоток;
- ёмкостный трансформатор напряжения — трансформатор напряжения, содержащий ёмкостный делитель;
- двухобмоточный трансформатор напряжения — трансформатор напряжения, имеющий одну вторичную обмотку;
- трехобмоточный трансформатор напряжения — трансформатор напряжения, имеющий две вторичные обмотки: основную и дополнительную.

Примеры трансформаторов напряжения: И-510, УТН-1, НКФ-110, НКФ-220.

## Трансформаторы тока

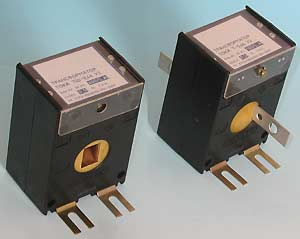
Трансформатор тока Т-0,66

По исполнению и применению трансформаторы тока бывают следующих видов:
- встроенный трансформатор тока — трансформатор тока, первичной обмоткой которого служит ввод электротехнического устройства;
- опорный трансформатор тока — трансформатор тока, предназначенный для установки на опорной плоскости;
- проходной трансформатор тока — трансформатор тока, предназначенный для использования его в качестве ввода;
- шинный трансформатор тока — трансформатор тока, первичной обмоткой которого служит одна или несколько параллельно включенных шин распределительного устройства (шинные трансформаторы тока имеют изоляцию, рассчитанную на наибольшее рабочее напряжение);
- втулочный трансформатор тока — проходной шинный трансформатор тока;
- разъемный трансформатор тока — трансформатор тока без первичной обмотки, магнитная цепь которого может размыкаться и затем замыкаться вокруг проводника с измеряемым током;

- Токоизмерительные клещи — ручной измерительный прибор, переносный разъемный трансформатор тока.

Примеры: И-512, И-523, УТТ-5М, Т-0,66, ТОЛУ-10.

## Трансформаторы постоянного тока
Принцип действия измерительного трансформатора постоянного тока аналогичен принципу действия магнитного усилителя и основан на нелинейности кривой намагниченности ферромагнитного сердечника от намагничивающего постоянного поля.
Это устройство состоит из ферромагнитного сердечника с, по меньшей мере, двумя обмотками — постоянного и переменного тока.
Вторичная обмотка включена в цепь вспомогательного источника переменного тока. При изменении постоянного тока в первичной обмотке изменяется магнитная индукция в сердечнике, что ведёт к изменению дифференциальной магнитной проницаемости сердечника и, соответственно, изменяется индуктивное реактивное сопротивление вторичной обмотки, что влечёт изменение тока во вторичной цепи, измеряемое тем или иным методом, например, амперметром переменного тока, шкала которого проградуирована в единицах постоянного тока в первичной цепи.

## Основные нормируемые характеристики
- Номинальный коэффициент трансформации.
- Класс точности
- Диапазон рабочих частот.
- Фазовая угловая погрешность.
- Наибольший рабочий первичный ток трансформатора тока.
- Наибольшее рабочее напряжение первичной обмотки трансформатора напряжения.